# La Calera del Prado
La Calera del Prado es una entidad de población española del municipio de Valle de Carranza, perteneciente a la provincia de Vizcaya, en la comunidad autónoma del País Vasco.

## Toponimia
El lugar puede encontrarse referido como La Calera del Prado y La Calera.

## Historia
Hacia mediados del siglo XIX, el lugar era referido como un lugar ya por entonces perteneciente a Carranza. Aparece descrito en el quinto volumen del Diccionario geográfico-estadístico-histórico de España y sus posesiones de Ultramar de Pascual Madoz con las siguientes palabras:

CALERA (la): l. ó barriada en la prov. de Vizcaya, part. jud. de Valmaseda, valle y ayunt. de Carranza (V.), dióc. de Santander. Tiene una parr. bajo la advocacion de San Andrés.
(Madoz, 1846, p. 289)

En 2023, la entidad singular de población tenía empadronados 17 habitantes y el núcleo de población, también 17.